# Zap Collége
Zap Collége è una serie televisiva francese, adattamento alla versione digitale della serie fumettistica Zap College creata, nel 2001, dal francese Tehem.
La serie è stata trasmessa solamente in Francia, sui canali M6 e Canal J, a partire dal 21 marzo 2007, dopo la pubblicazione del terzo volume di Zap College. Il cartone comprende 52 episodi (dei quali l'ultimo presenta un titolo inglese), raggruppati in un'unica stagione.
La serie è terminata negli ultimi giorni del 2007.

## Lista episodi
1. Il faut sauver la 4eE !
2. La saison des amours
3. Le presque délégué de classe
4. Maria
5. La guerre des sacs
6. La 4eE se met au vert
7. La journée de la générosité
8. La CPE décompresse
9. La 4eE fait son cinéma
10. La fête du collège
11. Collège à la une
12. Fermé pour travaux
13. Du sang froid !
14. L'abominable classe de neige
15. Jiheu la terreur (écrit par Franck Salomé)
16. Le mystère des tags jaunes
17. Lutte des classes
18. Prof toi même
19. Zapum Collegeum
20. C'est pas la fête quand on est malade !
21. Un pain sur les planches
22. Eddy la guimauve
23. Bilboquet fever
24. Jiheu est amoureux
25. Victor superstar
26. Chasse au gaspi
27. La 4eE passe son permis
28. Mauvaise pousse
29. Le fantôme du collège
30. Les champions de la science
31. Jiheu merci !
32. Big sister is watching you
33. Tarzan et ses drôles de championnes
34. Le collège de tous les records
35. Cybervictor
36. La 4eE reste en famille
37. Le destin d'Hayat
38. Sauvez Virginie !
39. Opération séduction
40. Ça va tacler
41. Hayat attaque !
42. Un collège en trompe l'œil
43. La 4eE contre la bête
44. La 4eE se met en ligne
45. Évaluation finale
46. Salle 217
47. Mes ex meilleures copines
48. Collège tous risques
49. Da Collegium Code
50. Reçu 5 sur 5
51. Coup de jeune pour Godard

Il 52º episodio non fu pubblicato.